# Oudenaarde (stacja kolejowa)
Oudenaarde (niderl. Station Oudenaarde) – stacja kolejowa w Oudenaarde, w prowincji Flandria Wschodnia, w Belgii. 
Znajduje się na linii 86 De Pinte - Basècles-Carrières i 89 Denderleeuw - Kortrijk.

## Historia
Od momentu otwarcia 28 czerwca 1857, Oudenaarde posiadało 3 różne dworce kolejowe. Pierwsza stacja posiadała tymczasowy budynek dworca, zbudowany w 1868 roku podczas otwarcia linii Denderleeuw-Kortrijk. Ta stacja nie jest znana ze zdjęć, więc nie wiadomo dokładnie jak ona wyglądała. Można podejrzewać, że musiała wyglądać podobnie do innych stacji na trasie Saint-Ghislain - De Pinte (obecny budynek dworca Asper-Gavere to kolejna pozostałość po tym okresie). Linia i odpowiednie stacje zbudowane zostały przez Compagnie du chemin de fer Hainaut et Flandre.
W latach 1890–1892 istniał dość prosty budynek, zastąpiony prestiżowym budynkiem w stylu neobaroku flamandzkiego. Budynek jest mniej lub bardziej symetryczny z centralną wieżą, przypominając zamek. Budynek wciąż istnieje i jest prawnie chroniony od 1994 roku jako zabytek. Obecnie już nie jest już wykorzystywana jako budynek dworcowy i jest pod zarządem stowarzyszenia StaRtion, forum dla sztuki współczesnej. Niektóre skrzydła są nadal w użyciu jako budynki usługowe dla personelu SNCB. Obok starego budynku dworca jest wyjątkowa wieża ciśnień, która została wpisana jako zabytek w 1996 roku. W 1992 roku został zamknięty dziedziniec towarowy.
W 1996 roku zbudowano zupełnie nowy dworzec, według projektu architekta Marca de Vreese. Budynek składa się z korytarza pod torami i poczekalni. Przed wejściem znajduje się duży zegar. obok znajduje się dworzec autobusowy, połączony zadaszeniem z dworcem kolejowym.

## Linie kolejowe
- 86 De Pinte - Basècles-Carrières
- 89 Denderleeuw - Kortrijk

## Galeria

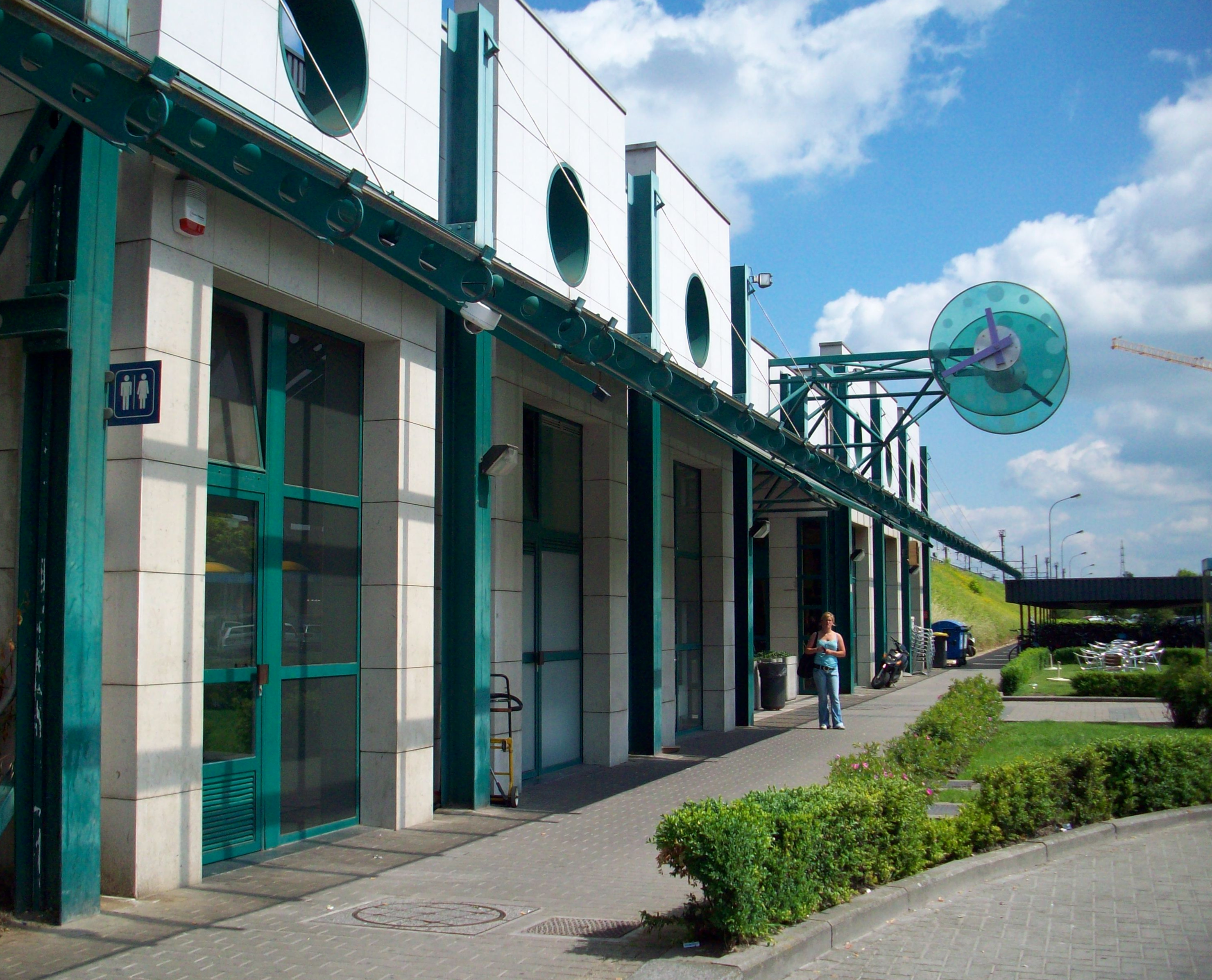
Widok na budynek dworca i zegar
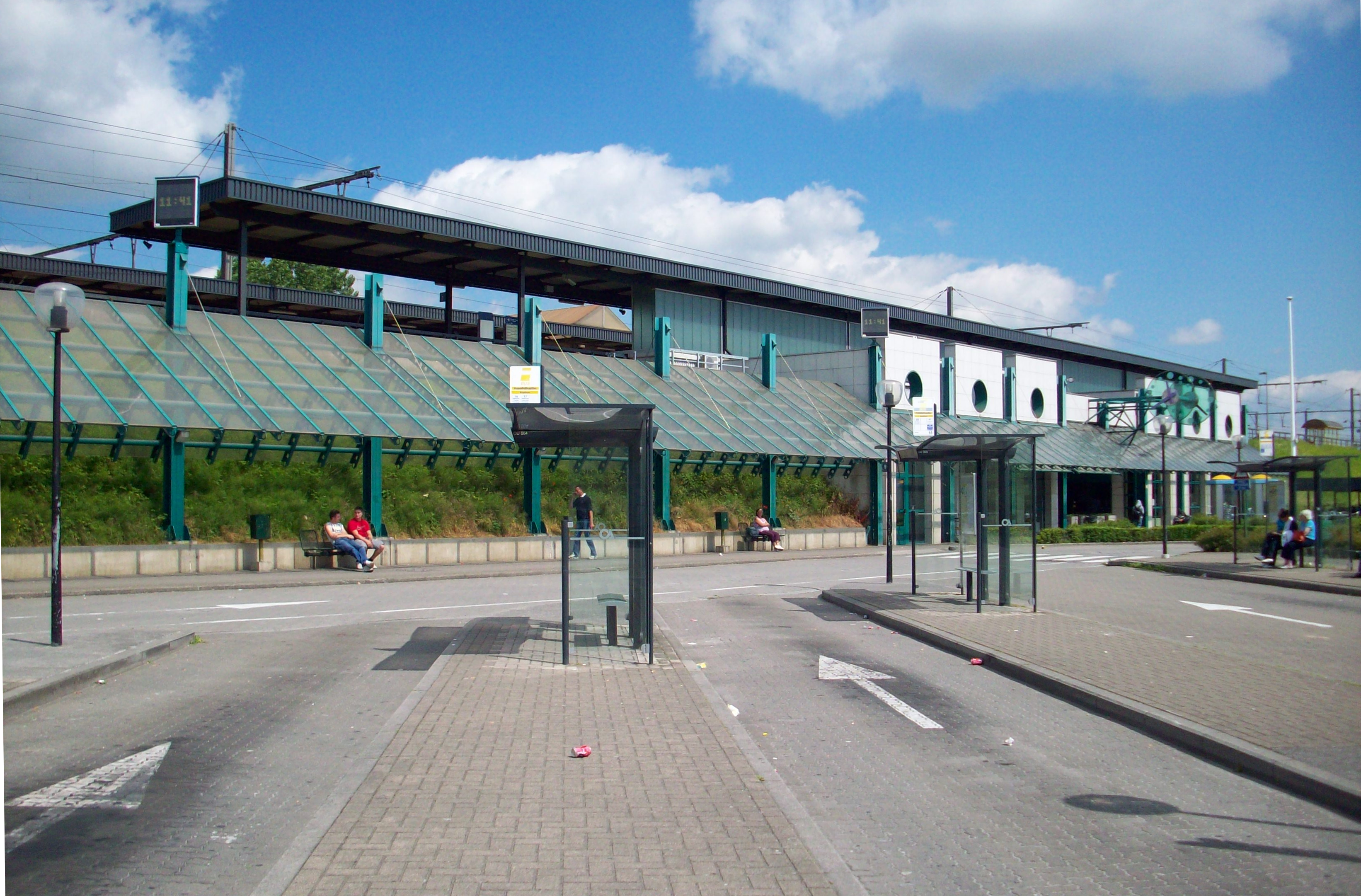
dworzec autobusowy
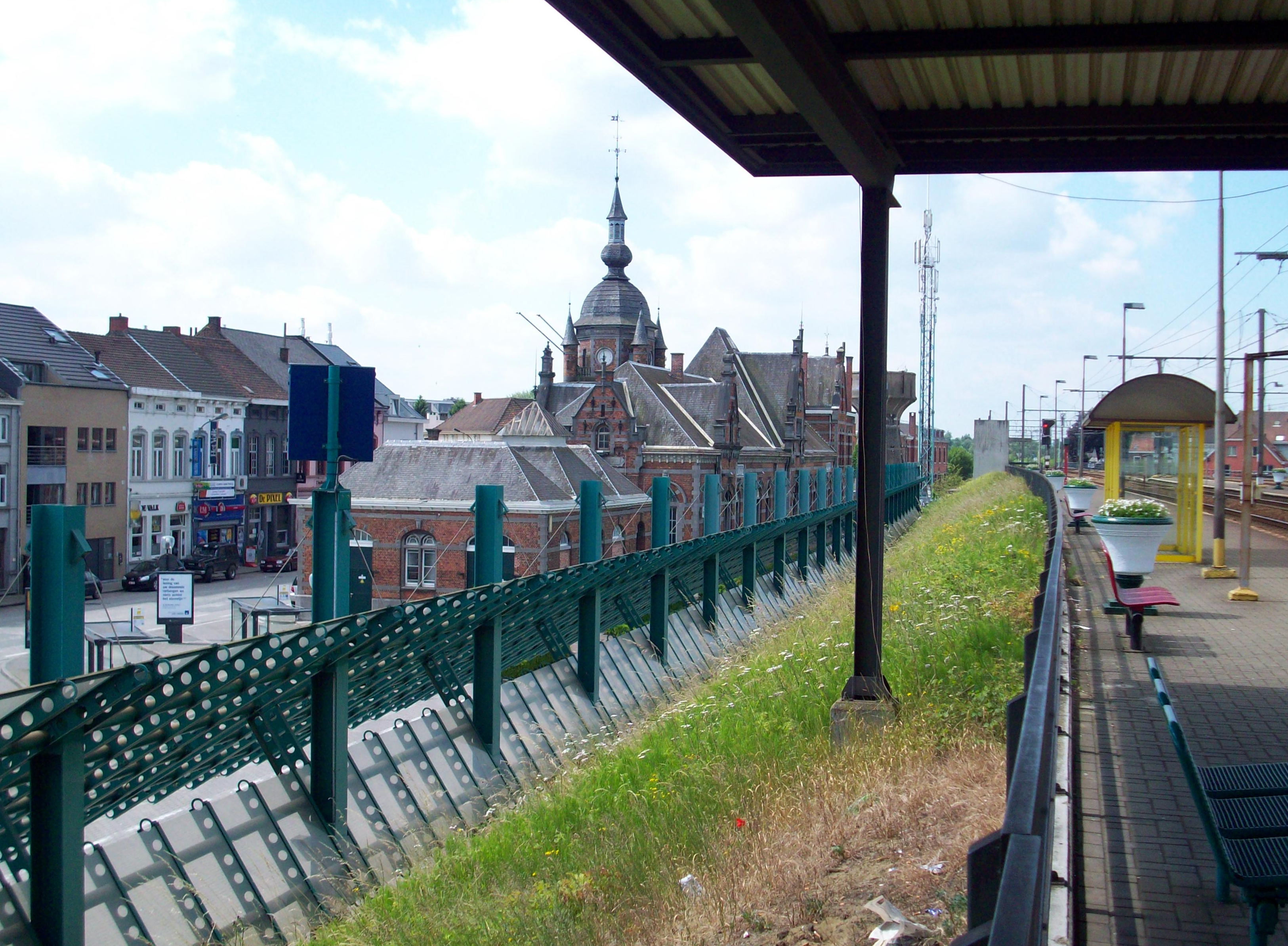
Widok na stary dworzec z peronów

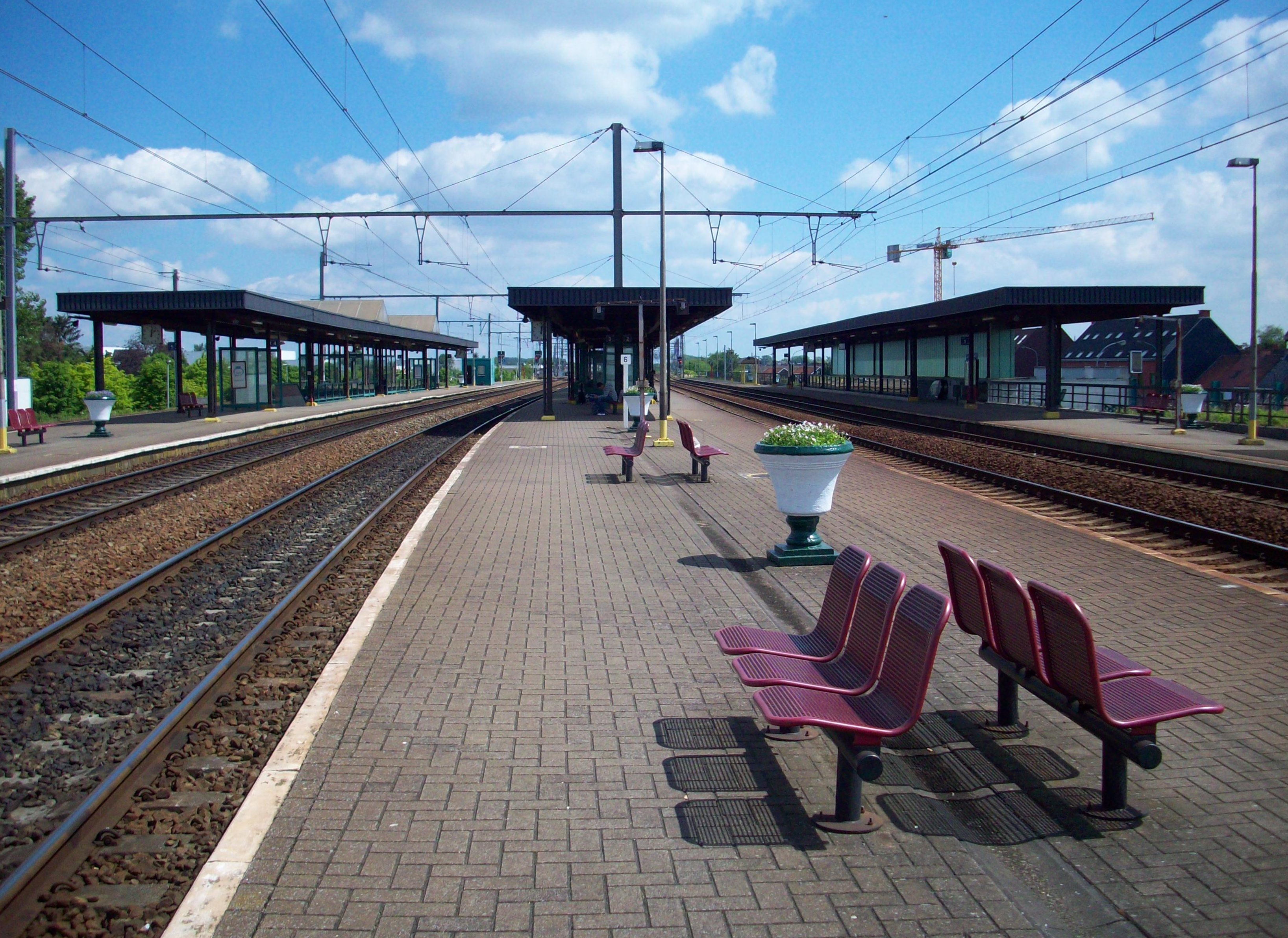
Widok na perony
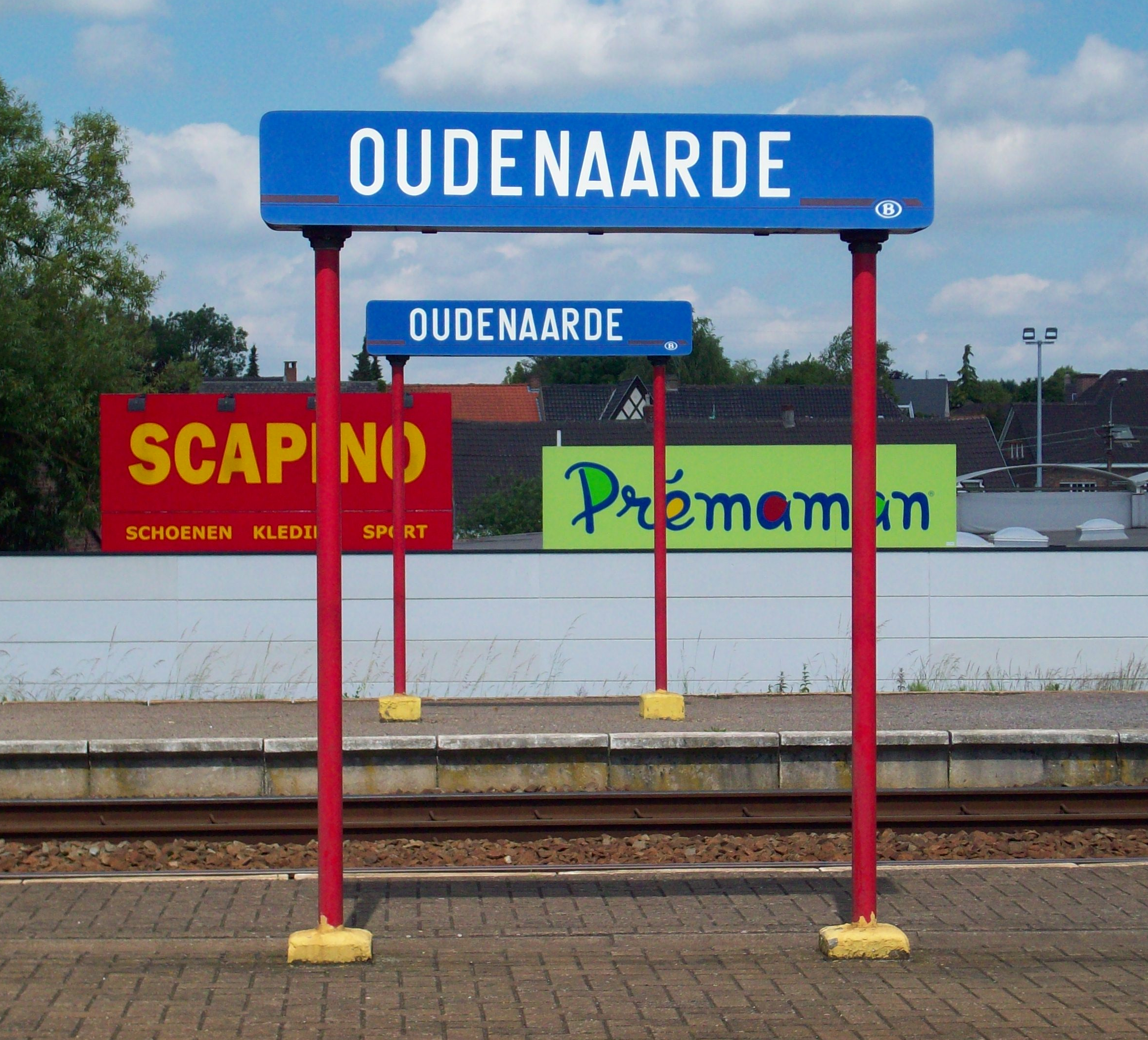
Tabliczka z nazwą stacji
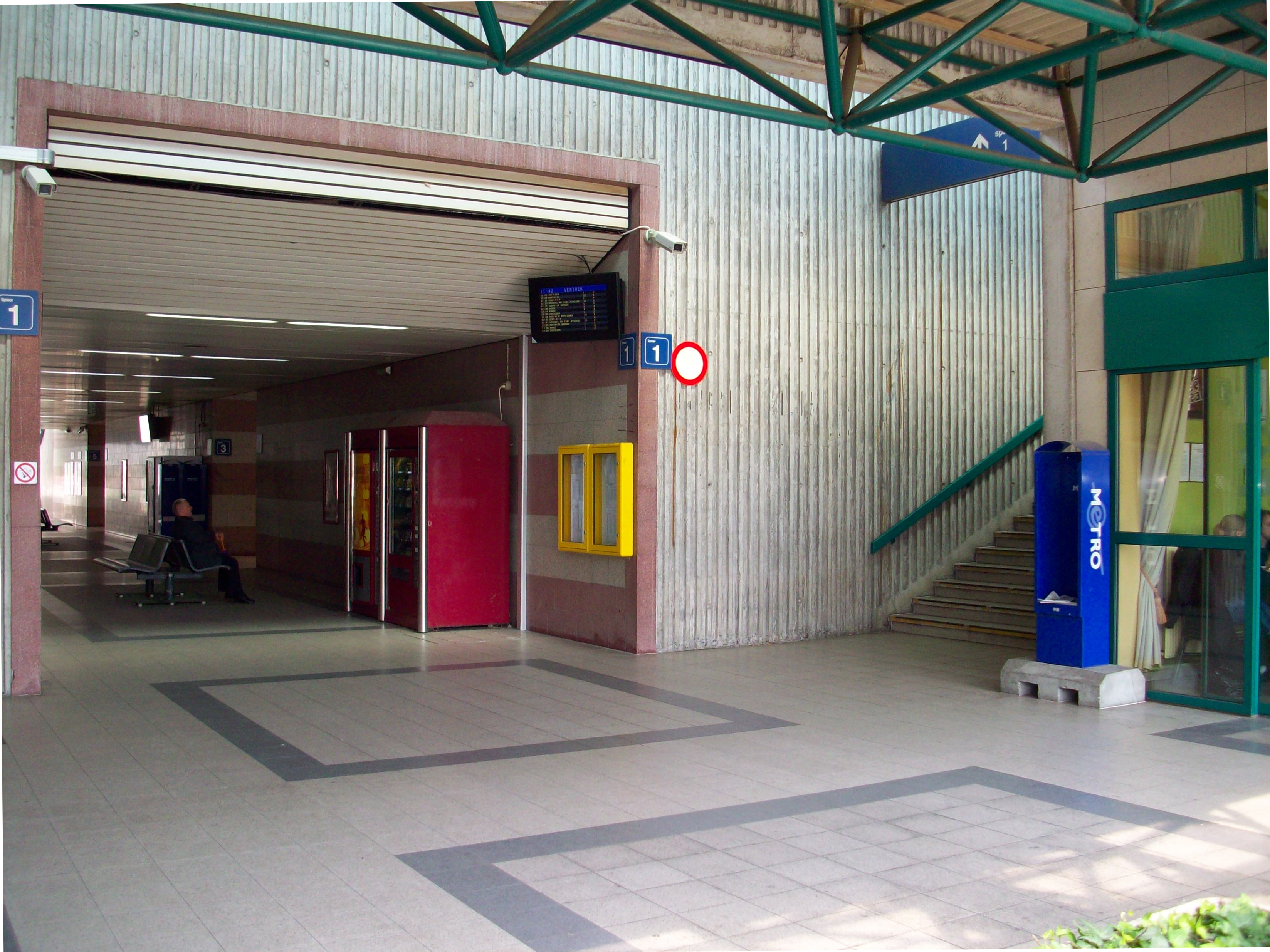
Przejście podziemne